# NATO-bis
NATO-bis – koncepcja utworzenia międzynarodowego układu wojskowego państw Europy Środkowej, wcześniej należących do rozwiązanego Układu Warszawskiego, wysunięta przez prezydenta RP Lecha Wałęsę w marcu 1992, w czasie jego wizyty w Brukseli i Niemczech razem z koncepcją EWG-bis.

## Geneza
W pierwszych latach po 1989 Polska polityka zagraniczna przechodziła przez okres określany jako dwutorowość – dążenie do integracji ze strukturami NATO i EWG oraz utrzymywanie współpracy z ZSRR i krajami uzyskującymi od niego niepodległość. Ponadto Polska współtworzyła struktury współpracy regionalnej, czyli Grupę Wyszehradzką.
Wobec rozwiązania ZSRR 8 grudnia 1991, rząd Jana Olszewskiego po raz pierwszy jednoznacznie zaakcentował prozachodnie aspiracje Polski. 16 grudnia podpisano akt stowarzyszeniowy ze Wspólnotami Europejskimi, a w oficjalnych dokumentach MON-u znalazło się stwierdzenie, że członkostwo Polski w NATO jest strategicznym celem RP. To spotkało się z niechętnym przyjęciem Federacji Rosyjskiej, która w oficjalnych komunikatach uważała nadal Polskę za swoją strefę wpływów. Koncepcja ta wychodziła naprzeciw propozycjom Rosji udzielenia wspólnych z NATO gwarancji bezpieczeństwa dla państw Europy Środkowej.

## Skutki
Wysunięcie koncepcji NATO-bis i EWG-bis przez Wałęsę w czasie jego wizyty w Niemczech i niekonsultowanie jej z rządem, wywołało dużą konsternację. Minister Krzysztof Skubiszewski zmuszony był wysłać stosowne wyjaśnienie polskim placówkom dyplomatycznym, zgodnie z którym celem Polski pozostawało przede wszystkim szybkie członkostwo w NATO. Wywołało to wrażenie, że polityka polska jest niespójna, a sam kraj nie jest jeszcze gotowy na integrację ze strukturami świata Zachodu. Jednocześnie jeszcze w marcu 1992 sekretarz generalny NATO, Manfred Wörner, zadeklarował otwarcie na przyjęcie Polski do sojuszu.
Propozycja utworzenia struktur alternatywnych wobec NATO i EWG jest postrzegana jako podważenie dążenia do integracji z tymi organizacjami lub forma przejściowa przed integracją. W tym ujęciu postkomunistyczne państwa środkowoeuropejskie miałyby najpierw wypracować mechanizmy współpracy w regionalnej skali, podobne np. do Beneluksu. Jednak według niektórych interpretacji propozycja utworzenia EWG-bis i NATO-bis była prowokacją mającą na celu przyspieszenie działań akcesyjnych ze strony bloku zachodniego.